# Gruffydd ap Gwenwynwyn

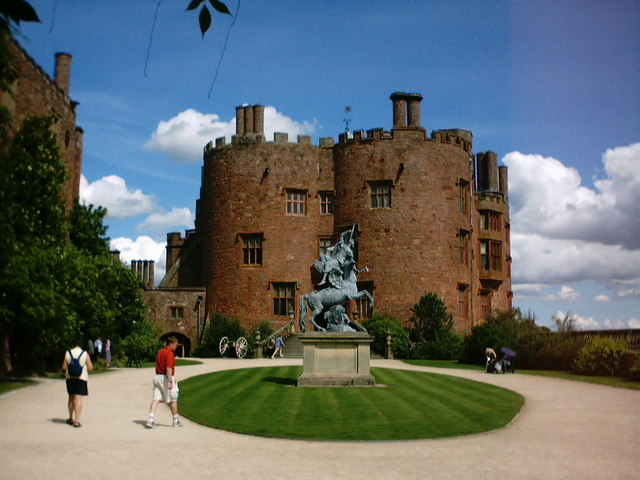
Das von Gruffydd ap Gwenwynwyn gegründete Powis Castle bei Welshpool

Gruffydd ap Gwenwynwyn (* vor 1216; † 1286 oder 1287) war ein Lord des walisischen Fürstentums Powys.

## Herkunft und Jugend
Er war der ältere Sohn von Gwenwynwyn und dessen zweiter Frau Margaret Corbet of Caus. Das Reich seines Vaters war 1216 von Llywelyn ap Iorwerth erobert worden. Sein Vater musste nach Cheshire flüchten, wo er 1216 starb. Gruffydd wuchs im englischen Exil auf, das Reich seines Vaters hielt Llywelyn bis zu seinem Tod 1240 besetzt. Llywelyn übergab ihm jedoch Einkünfte aus den Ländereien seines Vaters; außerdem lebte er von den Gütern seiner Mutter sowie von gelegentlichen Zuwendungen des englischen Königs.

## Walisischer Herrscher von Powys
Als Llywelyns Sohn und Nachfolger Dafydd ap Llywelyn sich 1241 nach einem raschen Feldzug von König Heinrich III. unterwerfen musste, verlangte der König von Dafydd, dass Gruffydd die Ländereien seines Vaters zurückerhalten solle. Als Dafydd dem zustimmte, setzte der König Gruffydd gegen eine Gebühr von 300 Mark als feudalen Vasallen in seinen Familienländereien in Arwystli, Cyfeiliog, Mawddwy, Caereinion, Y Tair Swydd und Upper Mochnant ein. Im selben Jahr bürgte Gruffydd für Senena, der Frau von Dafydds Halbbruder Gruffydd ap Llywelyn, die ein hohes Lösegeld für die Freilassung ihres Mannes aus der Gefangenschaft des Königs zahlte. Trotz Zahlung des Lösegelds ließ Heinrich III. ihren Mann jedoch nicht frei.
Gruffydd blieb dennoch ein treuer Gefolgsmann des englischen Königs. 1244 war er neben Gruffydd Maelor ap Madog von Powys Fadog und Morgan ap Hywel von Caerleon einer von drei walisischen Herrschern, die während des Krieges von Dafydd ap Llywelyn gegen den englischen König auf der Seite der Engländer standen. Er wurde in Tafolwern Castle belagert, und obwohl er die Belagerung abwehrte, liefen zahlreiche seiner Gefolgsleute zu Dafydd über. Nach Dafydds Tod 1246 war Gruffydd einer der Anführer einer südwalisischen Armee, die im Gegenzug Gwynedd plünderte. Auch unter der Herrschaft von Dafydds Neffen und Nachfolger Llywelyn ap Gruffydd war Gruffydd dem König treu ergeben, weshalb er zahlreiche Privilegien und Geschenke von König Heinrich III. erhielt. Als es 1256 jedoch wieder zum Krieg zwischen Gwynedd und England kam, führte Llywelyn einen Feldzug gegen Powys und vertrieb Gruffydd 1257 fast aus seinem gesamten Reich. Nach der englischen Niederlage in der Schlacht von Cymerau verlor er sein Reich völlig und musste nach England flüchten. Gruffydd kämpfte weiter für die Engländer gegen Llywelyn, doch seine Treue zum englischen König wurde durch einen Streit mit seinem Verwandten Thomas Corbet of Caus über das Erbe einer Mutter erschüttert. Da der König ihn in diesem Streit nicht unterstützte, lief er 1263 widerwillig zu Llywelyn über und huldigte ihm als Fürsten von Wales. Llywelyn gab ihm daraufhin einen Teil seiner Ländereien zurück, allerdings musste er auf Cyfeiliog nördlich des Dovey verzichten. Im Vertrag von Montgomery von 1267, in dem Llywelyn vom englischen König als Fürst von Wales anerkannt wurde, wurde auch Gruffydd als Vasall des Fürsten anerkannt, doch verlor er endgültig seine englischen Lehen. In den nächsten Jahren unterstützte er Llywelyn unter anderem bei seinem Feldzug nach Glamorgan, wobei Caerphilly Castle zerstört wurde. Der Bau von Llywelyns Burg Dolforwyn Castle in Cedewein war jedoch eine Bedrohung für Gruffydds Residenz Powis Castle, und 1274 war Gruffydd zusammen mit seinem Sohn Owain an der Verschwörung von Llywelyns Bruder Dafydd ap Gruffydd beteiligt. Gemeinsam wollten sie Llywelyn ermorden und Dafydd sollte Fürst von Wales werden. Zur Belohnung sollte Owain eine von Dafydds Töchtern heiraten und Gruffydd selbst sollte die Territorien von Ceri und Cedewain erhalten. Als Llywelyn von der gescheiterten Verschwörung erfuhr, sandte er eine Delegation zu Gruffydd. Gruffydd sperrte die Delegation jedoch im Kerker seiner Burg Powis Castle ein und floh erneut nach Shrewsbury. Seine Burg wurde daraufhin von Llywelyn zerstört und sein Reich verwüstet.

## Englischer Baron von Powys
Zusammen mit dem ebenfalls geflüchteten Dafydd unternahm Gruffydd von Shrewsbury aus Raubzüge nach Gwynedd und schuf somit einen Vorwand für den Krieg, den Eduard I. 1276 gegen Llywelyn begann. Gruffydd nahm 1277 an dem erfolgreichen Feldzug teil, und nach dem Vertrag von Aberconwy musste Llywelyn Powys an Gruffydd übergeben. Eduard I. setzte Gruffydd wieder als feudalen Baron von Powys ein. Über das Cantref Arwystli fing Gruffydd einen Rechtsstreit gegen Llywelyn an. Als englischer Baron beanspruchte er nach dem Common Law Arwystli, während Llywelyn nach walisischem Recht das Cantref beanspruchte. Dieser Streit gab einen Grund für den erneuten englischen Feldzug von 1282, an dem Gruffydd als führender walisischer Unterstützer von König Eduard teilnahm. Nach der Eroberung von Wales blieb Gruffydd weiter ein treuer Vasall des Königs. Er gehörte mit zu dem Gericht, das 1283 seinen ehemaligen Verbündeten Dafydd ap Gruffydd in Shrewsbury als Hochverräter zum Tode verurteilte. Er starb zwischen dem 21. Februar 1286 und dem Ende des Jahres 1287.
Sein Leben verdeutlicht die bemerkenswerte Wandlung von einem unabhängigen walisischen Fürsten zu einem englischen feudalen Baron.

## Familie und Nachkommen
Er heiratete um 1241 Hawise, eine Tochter von John III. Lestrange. Seine Frau, seine sechs Söhne und eine Tochter überlebten ihn. Sein ältester Sohn Owain erhielt als Haupterbe Cyfeiliog und Arwystli und nahm nach seiner Residenz Welshpool den Namen Owen de la Pole an, er starb bereits 1293. Da Owains einziger Sohn Gruffudd 1309 ohne Erben starb, fiel Powys an seine Schwester Hawise. Sie heiratete im selben Jahr den englischen Adligen John Charlton, der zum 1. Baron Charlton of Powys erhoben wurde.